# Grand-Laviers
Grand-Laviers – miejscowość i gmina we Francji, w regionie Hauts-de-France, w departamencie Somma.
Według danych na rok 2011 gminę zamieszkiwały 322 osoby, a gęstość zaludnienia wynosiła 35 osób/km² (wśród 2293 gmin Pikardii Grand-Laviers plasuje się na 592. miejscu pod względem liczby ludności, natomiast pod względem powierzchni na miejscu 497.).